# Névszóragozás
Az alaktanban használt névszóragozás (deklináció, latinul: declinatio) terminus a névszó alakjának változtatásaira vonatkozik, mely azzal a céllal történik, hogy nyelvtől függően különféle nyelvtani eseteket, nemeket és számokat fejezzen ki. Az eset a névszó mondattani funkciója kifejezésére használt egyik módszer. Egy névszó összes alakja annak paradigmáját alkotja.
A névszóragozás csak egyes nyelvtípusokra jellemző. Ilyenek a flektáló nyelvek és az agglutináló nyelvek, bár vannak különbségek a két típus között a névszóragozás jellegzetességeit illetően. A flektáló nyelvekben egyazon toldalék általában egyszerre fejez ki a névszóra jellemző több nyelvtani kategóriát, azonban az agglutináló nyelvekben egy toldalék általában csak egy nyelvtani kategóriát fejez ki. Erre utal a magyar nyelv grammatikáiban ezen toldalékok jelekre és ragokra való felosztása is. Például a többes számot jel fejezi ki, az eseteket pedig ragok.
Az esetragozásnak nem azonos a fejlettsége és fontossága a különféle ezzel a jelenséggel rendelkező nyelvekben. Például az indoeurópai nyelveket külön-külön vizsgálva megfigyelhető, hogy mai állapotukban nagyon különböző mértékben maradt fenn a névszóragozás. Például a legtöbb mai szláv nyelvnek (orosz, szerb stb.) viszonylag gazdag az esetragozása. A germán nyelvek közül a németben fejlettebb a névszóragozás, mint az angolban, melyben csaknem teljesen kihalt az óangol nyelvhez viszonyítva. A latinban hat eset volt, de az újlatin nyelvek többségében már csak egyes személyes névmásokat ragoznak. Csupán a román nyelvben maradt fenn több a névszóragozásból. Amilyen mértékben csökkent a mondattani funkciók kifejezése az esetragok segítségével, olyan mértékben nőtt az elöljárószók és a szórend szerepe.

## A magyar nyelvben
A magyar nyelv grammatikái névszóragozáson a névszótöveknek a jelekkel és ragokkal való ellátását értik. Jelnek, illetve ragnak számít ezek hiánya is, a ∅ (zéró) jel, illetve a ∅ rag.
A névszók jelei a következők: általános többesjel (-k), birtoktöbbesítő jel (-i, -ai/-ei, -jai/-jei), heterogén többséget kifejező többesjel (-ék), birtokjel (-é), birtokos személyjel (-m; -d; -a/-e ~ -ja/-je ~ ∅; -nk ~ -unk/-ünk; -tok/-tek/-tök; -k ~ -uk/-ük ~ -juk/-jük), fokjel (-bb ~ -b; leg-; legesleg-) és kiemelő jel (-ik).
A főnévre jellemző az általános többesjel, a birtoktöbbesítő jel, a heterogén többséget kifejező többesjel, a birtokjel és a birtokos személyjel, valamint kivételesen a fokjel. A ∅ az egyes számot és az alanyesetet jelzi. A birtokos személyjel agglutináló nyelvre nem jellemzően egyszerre a birtokos számát és személyét is jelzi.
A melléknév tipikus jelei a fokjel és a kiemelő jel, azzal a megjegyzéssel, hogy az alapfok jele ∅, hogy nem minden melléknév fokozható, és hogy a kiemelő jel csak a közép- és felsőfokú alakokhoz járul.
A számneveknek és a névmásoknak nincsenek saját jeleik, és csak egyesek vehetnek fel egyes névszójeleket.
A névszók ragjai viszonyragok, azaz mondatrészi funkciókkal ruházzák fel a névszókat. A magyar nyelv grammatikái között vannak eltérések arra vonatkozóan, hogy lehet-e vagy nem esetekről beszélni a magyarban. 1970-es és 1980-as évekbeli grammatikákban nincs szó esetekről, csak viszonyragokról. Ezek a tárgyrag (-t), a határozóragok (-nak/-nek, -ban/-ben, -kor stb.) és a birtokrag (-nak/-nek). 2000-es évekbeli grammatikák azonban esetragoknak tekintik azokat, amelyek nemcsak közvetlenül a szótőhöz adhatók hozzá, hanem ehhez hozzáadott jelekhez is, és ugyanakkor igék, melléknevek mellett vonzatkeretben is előfordulhatnak. Ezek szerint a tárgyrag és a határozóragok egy része (-nak/-nek, -ban/-ben, stb.) esetragok, a határozóragok másik része pedig nem az, hanem „átmeneti típusú toldalékok a főnévi esetragok és a képzőszerű elemek között” (pl. -kor).
A ∅ ragos alanyesettel együtt a legtöbb grammatika szerint a magyar főnévnek 18 esete van. Egyesek, akik számba veszik a -nak/-nek ragot nemcsak a részes eset ragjaként, hanem birtokragként is, a birtokos esetet a tizenkilencediknek tekintik.
Vannak olyan szerzők is, akik nem alkalmazzák az említett esetragokat meghatározó kritériumokat, és ennél több esetet vesznek számításba, például olyanokat, amelyeket szerintük a -kor, -nként, -nta/-nte, -stul/-stül és -t/-ott/-ett/-ött ragok eredményeznek.
A melléknévnek és a számnévnek is van néhány tipikus viszonyragja: -n/-an/-en (melléknévhez és számnévhez járuló), -lag/-leg, -ul/-ül (melléknévhez járulók), -szor/-szer/-ször (számnévhez járuló).
A személyes névmások tárgyesete hasonlít a főnevekére, a főnév eseteinek egy részét pedig szuppletív alakokként a megfelelő határozóragok + személyragok, illetve névutók + személyragok fejezik ki. Ugyanakkor a többi névmást a főnevekhez hasonlóan ragozzák.

## Néhány indoeurópai nyelvben
Az indoeurópai nyelvek grammatikái nem különböztetnek meg jelet és ragot, hanem mindkettőnek egyszerre megfelelő toldalékkal fejeznek ki nemet, számot és esetet. A feltételezett és rekonstruált indoeurópai alapnyelvben nyolc eset volt: alanyeset, birtokos eset, részes eset, tárgyeset, ablativus, locativus, eszközhatározói eset és megszólító eset. Ezekből több-kevesebb maradt fenn a mai indoeurópai nyelvekben, és mondattani szerepüket megfelelő arányban váltották fel az elöljárók és a szórend.

### A szerb nyelvben
Egy olyan nyelvnek, mint például a szerb, viszonylag gazdag névszóragozása van. A főnév hét, a többi névszó hat esettel rendelkezik. A főneveket több ragozási osztályba sorolják nagyjából attól függően, hogy milyen neműek: hímneműek, semleges neműek és nőneműek. Ezen kívül külön ragozási paradigmáik vannak egyes számban és többes számban.
A mellékneveknek is nem és szám szerinti ragozási paradigmáik vannak. Ezen kívül a melléknevek többségének van egy rövid és egy hosszú alakja, és ezeket is különbözően ragozzák.
Két esetet csak elöljárószó nélkül használnak, egy esetet csak elöljáróval, négy eset pedig egyes határozókat és jelzőket elöljáróval, másokat anélkül fejez ki.

### A román nyelvben
A román nyelv névszóragozása sokkal szegényesebb, mint a szerbé, mégis ez az egyedüli újlatin nyelv, amely grammatikáiban van szó névszóragozásról. A főnevek és a melléknevek három ragozási csoportra oszlanak, egyrészt az egyes szám alanyesetű alak végződése szerint, másrészt nem szerint, és külön paradigmáik vannak egyes számban és többes számban.
Öt esetet tartanak számon, de négyet formailag két párba csoportosítanak, mivel csak a verbális kontextus (elöljáró, szórend) és a mondattani szerepük különbözteti meg az ugyanahhoz a párhoz tartozókat. Ezek szerint van alany-/tárgyeset, birtokos/részes eset és általában mondattani funkció nélküli megszólító eset.
A főnév tekintetében hozzáadott rag csak nőnem egyes számban különbözteti meg a birtokos/részes esetet az alany-/tárgyesettől, hímnem, valamint nőnem egyes és többes számban egyes főnevek megszólító esetét. A főnév csoportjához tartozó artikulusoknak is van az alany-/tárgyesetű alakjuktól különböző birtokos/részes esetű alakjuk, ezért a főnévvel kapcsolatban szó van artikulus nélküli, határozatlan artikulusos, és határozott artikulusos ragozásról.
A mellékneveknek csak nőnem egyes számban van raggal kifejezett birtokos/részes esetük, és velük kapcsolatban ugyanúgy van szó artikulus nélküli, határozatlan artikulusos és határozott artikulusos ragozásról, mint a főnevekkel kapcsolatban. A melléknévi jelzős főnévi csoportban az artikulus a melléknévhez járul, ha a főnév előtt áll, és a főnévhez, ha a jelző mögötte van.
A személyes névmásoknak vannak ragozott hangsúlyos és hangsúlytalan alakjaik. Közülük az ’én’-nek és a ’te’-nek megfelelő hangsúlyosaknak van külön szuppletív részes esetű és tárgyesetű alakjuk, viszont nincs birtokos esetük, közösen sem a részes esetű alakkal. A ’mi’-nek és a ’ti’-nek megfelelőknek csak külön részes esetű alakjuk van. A harmadik személyű névmásoknak van külön birtokos/részes esetű alakjuk.
A többi névmás többségének van ragos birtokos/részes esetű alakja.
Két esetet csak elöljárószó nélkül használnak, a többit pedig elöljáróval vagy anélkül, általában attól függően, hogy milyen határozót vagy jelzőt fejeznek ki.

### Az angol nyelvben
Az angol nyelvben a névszóragozás a románbelinél is szegényesebb, mégis egyes szerzőknél van szó esetekről. Megvan a többes szám kifejezése általában az -s végződéssel (pl. hands ’kezek’) és néhány kivételes esetben belső flexióval (foot ’láb’ → feet ’lábak’, tooth ’fog’ → ’teeth’ ’fogak’, mouse ’egér’ → mice ’egerek’). Megvan még általában személy- és állatnevekre korlátozva a birtokos esetnek az -s raggal való kifejezése: my friend's name ’a barátom neve’. Öt személyes névmásnak van az ún. alanyi alakon kívül szuppletív ún. tárgyi alakja is: I ’én’ – me, he ’ő’ (hímnem) – him, she ’ő’ (nőnem) – her, we ’mi’ – us, they ’ők’ – them. Mindegyik második alakja elöljáró nélkül tárgyi és részeshatározói funkcióban, elöljárókkal pedig különféle határozói funkciókban használatos.

### A francia nyelvben
A francia példa olyan nyelvre, amelyben volt névszóragozás, de fokozatosan leépült olyannyira, hogy csak nagyon kevés nyoma maradt meg, és a grammatikáiban nincs szó esetekről. A 13. századig a névelőknek és a főnévnek volt két raggal kifejezett esete, az alanyeset és az ún. nem alanyeset, a latin alanyeset, illetve tárgyeset leszármazottai, de azután már csak egy esetalak maradt, általában a nem alanyeseté.
A főnév és a melléknév többes száma és nőneme kifejezésének tekintetében különbséget kell tenni a nyelv beszélt aspektusa és írott aspektusa között. Az -s jel csak írásban fejezi ki a többes számot. Csupán a kivételes -aux jel teszi ezt a beszédben is. A nőnem -e jele is csak írásbeli, de a szóvégi -e sem különbözteti meg mindig a két nemet, mivel vannak ilyen végződésű hímneműek is. Csupán kivételesen van a két nem között különböző végződés a beszédben is. A többes számot és a nőnemet a beszédben általában a verbális kontextus fejezi ki, de olykor semmi sem. A determinánsok és a névmások jobban fejezik ki ezeket a nyelvtani kategóriákat a beszédben.
Ami az esetek a szó alakjával való kifejezését illeti, ez csak a személyes névmásokban mutat nyomokat. Az ’én’-nek és a ’te’-nek megfelelő névmások hangsúlytalan változatának van különböző alakja egyrészt alanyi, másrészt tárgyi és részeshatározói funkcióban: je ’én’ – me, tu ’te’ – te. Az il és az elle ’ő’ hímnemű, illetve nőnemű alakoknak részeshatározói funkcióban a lui alak felel meg, tárgyi funkcióban pedig le (hn.), illetve la (nn.). Az ils (hn.) és az elles (nn.) ’ők’ névmások részeshatározói funkciójú alakja leur, tárgyi funkciójú alakja pedig les.